# Sukkalmah
Een sukkalmah was een koning van Elam, maar niet in de gebruikelijke zin van dat woord. Het sukkalmahschap was niet erfelijk van vader op zoon. In plaats daarvan werd Elam geregeerd door een soort roterend driemanschap.
De eigenlijke koning was de sukkalmah, maar hij werd bijgestaan door een sukkal van Elam en Shimashki, een soort onderkoning, die meestal zijn jongere broer en in de regel ook zijn opvolger was. Daarnaast was er nog een sukkal van Susa, die door de sukkalmah aangesteld werd en gewoonlijk een zoon of een neefje was. Deze werd echter pas gepromoveerd tot sukkal van Elam en Shimashki als er geen jongere broers van de sukkalmah meer waren en de beurt was aan een jongere generatie.
Deze ingewikkelde constructie werd nog versterkt door het zwagerhuwelijk, waarbij bij de dood van de sukkalmah diens weduwe geacht werd met de jongere broer te trouwen die hem opvolgde.
Hoewel de constructie ingewikkeld was, ontstonden er op deze manier minder geschillen rond de troonswisseling, zoals deze bijvoorbeeld in Assyrië vaak tussen de verschillende zoons van de gestorven koning tot burgeroorlog leidden. De koninklijke macht werd op deze manier ook in meer dan één centrum uitgeoefend en niet bijvoorbeeld alleen in Susa (het laagland) of alleen in Anšan (het hoogland).
Het sukkalmahstelsel was vooral in zwang in het Oud-Elamitische Rijk tijdens de Ebartiden (2000-1500 v.Chr.) In later tijden volgden zonen vaker hun vaders op, hoewel ook bijvoorbeeld Shutruk-Nahhunte II eerst door de ene zoon Kutir-Nahhunte III en daarna door diens jongere broer Šilhak-Inšušinak I opgevolgd werd, alvorens Kutir-Nahhuntes zoon Hutelutuš-Inšušinak rond 1120 op de troon kwam.